# Даниловский Вал
У́лица Дани́ловский Вал (до 1922 — Даниловский Камер-Коллежский Вал) — улица в Даниловском районе Южного административного округа города Москвы, ранее часть Камер-Коллежского вала. Проходит от площади Серпуховская Застава на западе до Дубининской улицы на востоке. Нумерация домов ведётся от площади Серпуховская Застава. На улицу также выходят: с внутренней стороны — Павловская улица и Даниловский переулок, с внешней — Холодильный переулок.
Со стороны Даниловского Вала находится главный вход в Данилов монастырь.

## Происхождение названия
Улица названа по Данилову монастырю и Камер-Коллежскому валу, частью которого являлась. Современное название с 7 июня 1922 года, ранее называлась Даниловский Камер-Коллежский Вал.

## Примечательные здания и сооружения
По нечётной стороне:
- № 1 — Московский монетный двор Гознака.
- № 13А — жилой дом начала XIX века, выявленный объект культурного наследия. В советские годы в здании находился спецсуд № 12[3], ныне в здании располагается Патриарший центр духовного развития детей и молодёжи Данилова монастыря.

По чётной стороне:
- № 2 — часовня Даниила Московского.
- № 10/12 — архитектурно-художественные мастерские Данилова монастыря и клиника святого Даниила.
- № 20 — издательство «Даниловский благовестник».
- № 22 — Данилов монастырь.

## Транспорт
- В ста метрах к югу от Даниловского Вала со стороны Большой Тульской улицы расположен северный вестибюль станции метро  Тульская.
- По улице в 1950 году проложена трамвайная линия, используемая в настоящее время маршрутами 3, 38, 39[4].